# Aleksander Rajchman
Aleksander Michał Rajchman (13 novembre 1890 à Varsovie, Pologne - juillet ou août 1940 au camp de concentration de Sachsenhausen, Oranienbourg, Allemagne) est un mathématicien de l'École mathématique de Varsovie de l'entre-deux-guerres. Il a des origines dans l'École mathématique de Lwów et contribue à l'Analyse réelle, aux probabilités et aux statistiques mathématiques.

## Famille
Rajchman est né dans la Pologne du Congrès, une province de l'Empire russe, dans la famille de Juifs polonais assimilés connus pour leurs contributions à la vie intellectuelle polonaise du XXe siècle. Bien que la famille se soit partiellement convertie au catholicisme, ses parents sont agnostiques. Son père Aleksander Rajchman est un journaliste spécialisé dans le théâtre et la critique musicale, qui dans la période 1882-1904 est l'éditeur et rédacteur en chef de l'hebdomadaire artistique Echo Muzyczne, Teatralne i Artystyczne, cofondateur et premier directeur de la Philharmonie nationale de Varsovie dans les années 1901-1904. Sa mère Melania Amelia Hirszfeld est une militante socialiste et des droits des femmes qui écrit à la fois des essais critiques et des textes sur les affaires féminines sous des pseudonymes ou de manière anonyme pour quelques hebdomadaires polonais, organise des rassemblements maternels où elle attire l'attention sur la nécessité d'améliorer le ménage pour faciliter la vie des femmes, et est une membre active de l'organisation secrète du Cercle des femmes de la couronne polonaise et de la Lituanie, et plus tard aussi de l'Association pour l'égalité des femmes à Varsovie. Rajchmans dirige un salon social qui accueille de nombreux artistes polonais de leur époque, notamment Eliza Orzeszkowa, Maria Konopnicka et Zenon Pietkiewicz. Sa sœur aînée, militante pour l'indépendance polonaise et historienne de l'éducation, Helena Radlińska, est la fondatrice de la pédagogie sociale polonaise, son frère aîné, médecin et bactériologiste, Ludwik Rajchman, est le leader mondial de la médecine sociale et directeur de l'Organisation mondiale de la santé de la Société des Nations, le fondateur de le Fonds international des Nations Unies pour l'enfance (UNICEF) et son premier président dans les années 1946-1950. Son neveu, un ingénieur électricien polono-américain Jan A. Rajchman est un pionnier de l'informatique qui invente des circuits logiques pour la mémoire arithmétique et à noyau magnétique pour aboutir au développement de systèmes de mémoire informatique à grande vitesse et dont le fils John Rajchman est un célèbre philosophe américain de l'histoire de l'art. Son cousin germain, le microbiologiste et sérologue Ludwik Hirszfeld, co-découvre l'héritabilité du groupe sanguin ABO et prévoit le conflit sérologique entre la mère et l'enfant.

## Travail d'éducation et de recherche
Après la mort de son père en 1904, sa mère émigre avec le reste de la famille à Paris en 1909. Alexander y étudie et obtient la licence és sciences en 1910. Il devient assistant junior à l'Université de Varsovie en 1919, alors qu'en 1921, il obtient un doctorat à l'Université John Casimir de Lviv sous la direction d'Hugo Steinhaus et devient assistant principal à l'Université de Varsovie. Ensuite, en 1922, il devient professeur à l'Université de Varsovie et, après son habilitation en 1925, chargé de cours jusqu'au déclenchement de la Seconde Guerre mondiale en 1939. Dans les années 1930, il est chercheur invité pour enseigner au séminaire Jacques Hadamard au Collège de France. Ses recherches touchent l'analyse réelle, les probabilités et les statistiques mathématiques, notamment axées sur les séries de Fourier. Rajchman obtient des résultats significatifs dans les domaines des séries trigonométriques, de la fonction d'une variable réelle et des probabilités. En mathématiques, il existe des concepts tels que le théorème d'unicité globale de Rajchman, les mesures de Rajchman, la collection de Rajchman, les algèbres de Rajchman, la loi affinée de Rajchman des grands nombres, la théorie de Rajchman de la multiplication formelle de séries trigonométriques, les inégalités de Rajchman et les inégalités de Rajchman-Zygmund. Près d'une mesure de Rajchman, une notion particulièrement importante inventée par Rajchman est une algèbre de Rajchman associée à un groupe localement compact qui est défini comme étant l'ensemble de tous les éléments de l'algèbre de Fourier-Stieltjes qui s'annulent à l'infini, un idéal fermé et complété dans le groupe de Fourier -Algèbre de Stieltjes qui contient l'algèbre de Fourier. Son premier doctorant, un mathématicien polonais renommé, Antoni Zygmund, créé l'école d'analyse mathématique de Chicago en mettant l'accent sur l'analyse harmonique, qui produit le lauréat de la médaille Fields de 1966, Paul Cohen. Son second doctorant Zygmunt Zalcwasser, codirigé par Wacław Sierpiński, introduit le rang de Zalcwasser pour mesurer la convergence uniforme de suites de fonctions continues sur l'intervalle unitaire. En octobre 2000, le Centre mathématique international Stefan Banach de l'Institut de mathématiques de l'Académie polonaise des sciences honore les réalisations de Rajchman par le Symposium Rajchman-Zygmund- Marcinkiewicz.
En avril 1940, la Gestapo arrête Rajchman comme juif, il meurt à Oranienburg, Allemagne emprisonné par les nazis dans le camp de concentration de Sachsenhausen probablement en juillet ou août 1940.